# Цыганова, Моника
Моника Цыганова (эст. Monika Tsõganova, 8 августа 1969, Кохтла-Ярве) — эстонская шахматистка, девятикратная чемпионка Эстонии по шахматам. Международный мастер среди женщин (1991).

## Биография
В шахматы научилась играть в возрасте 11 лет. В 1987 году окончила Таллинскую спортшколу-интернат. В 1984, 1985 и 1987 годах побеждала на юношеском чемпионате Эстонии по шахматам. В 1987—1991 году училась в Таллинском политехническом институте. В 1990 и 1991 годах играла в финалах чемпионатов СССР по шахматам среди женщин. В чемпионатах Эстонии по шахматам завоевала 9 золотых (1994, 1995, 1997, 1999, 2001, 2004, 2005, 2007, 2008), 6 серебряных (1990, 1992, 1996, 2003, 2014, 2015) и 3 бронзовые медали (1998, 2006, 2024).
В 1991 году была в составе сборной Эстонии, которая завоевала 3-е место на командном первенстве СССР в Азове, где была лучшей среди запасных участниц. Девять раз представляла Эстонию на шахматных олимпиадах (1992—1994, 1998—2000, 2006—2008, 2012—2016) и два раза на командных первенствах Европы по шахматам (1992, 2007). Вместе с командой Эстонии заняла 6-е место на шахматной олимпиаде в 1994 году. Шестикратная чемпионка Эстонии по быстрым шахматам (1994—97, 2002, 2006). С 1991 года работает тренером - Таллинской шахматной школы и Дома шахмат им. П.Кереса (1991—2003), шахматной школы Кайдо Кюлаотса (2005—2009), шахматной академии "Vabaettur" (с 2009 года). Мать троих детей.